# Tyria jacobaeae
La polilla de la hierba cana o polilla cinabrio (Tyria jacobaeae) es un especie de lepidóptero ditrisio de la familia Erebidae de colores brillantes, que se encuentra en Europa y en el Asia occidental y central. Ha sido introducida en Nueva Zelanda, Australia y Norteamérica para controlar los senecios venenosos, de los cuales se alimentan sus orugas.

## Características
Tienen una envergadura de 32 a 42 mm; las alas son predominantemente negras con manchas de un color rojo similar al del cinabrio, de donde deriva su nombre vulgar.

## Historia natural
Tienen actividad diurna. Igual que otras mariposas de colores brillantes, son venenosas (aposematismo). Las orugas se alimentan casi exclusivamente de Jacobaea vulgaris.

## Nombres vernáculos
Cinabrio, falena de la hierba de Santiago, gota de sangre, polilla cinabrio, polilla de la hierba cana.

## Galería de imágenes

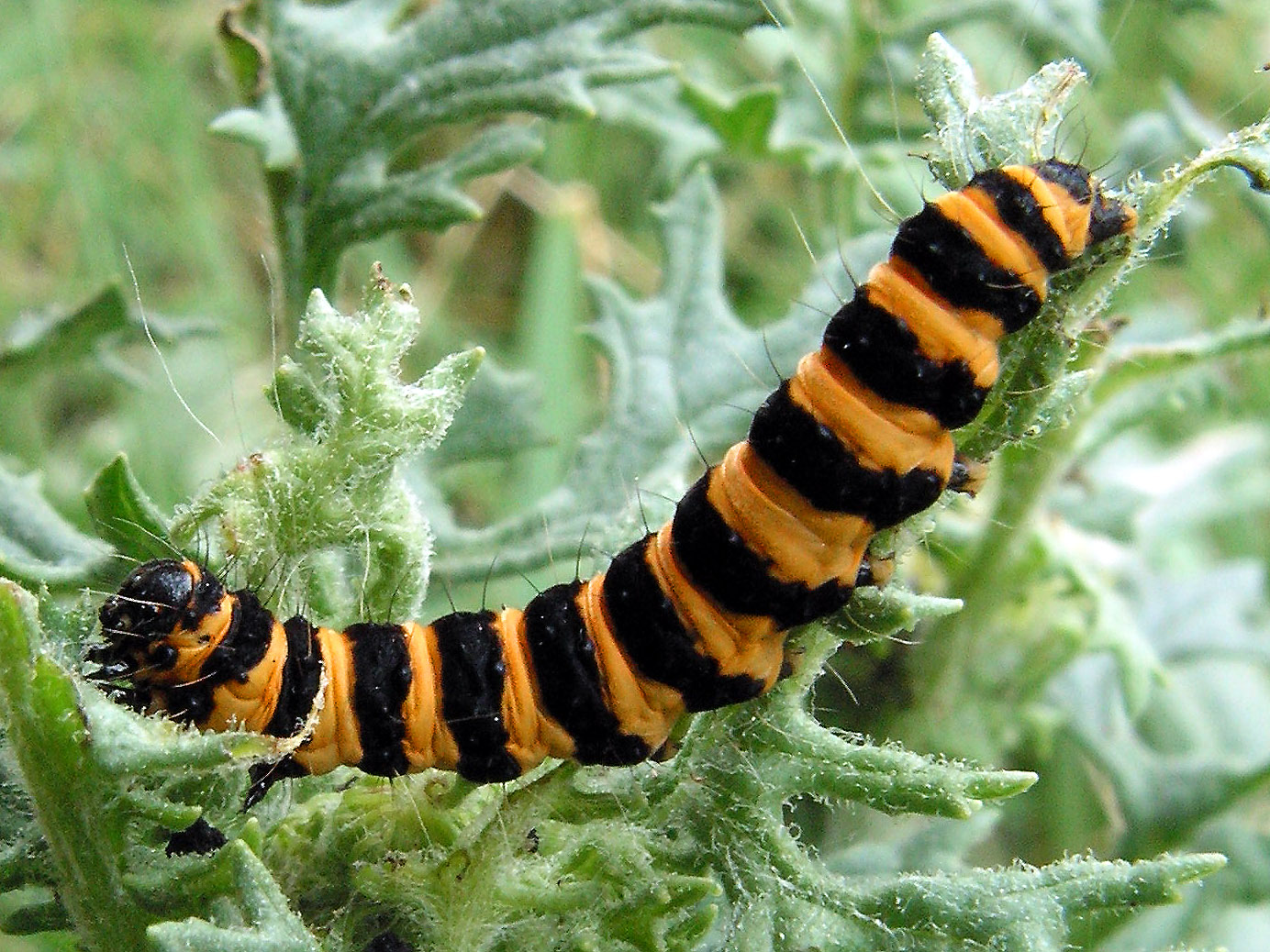
Orugas alimentándose de la hierba cana (Jacobaea vulgaris)
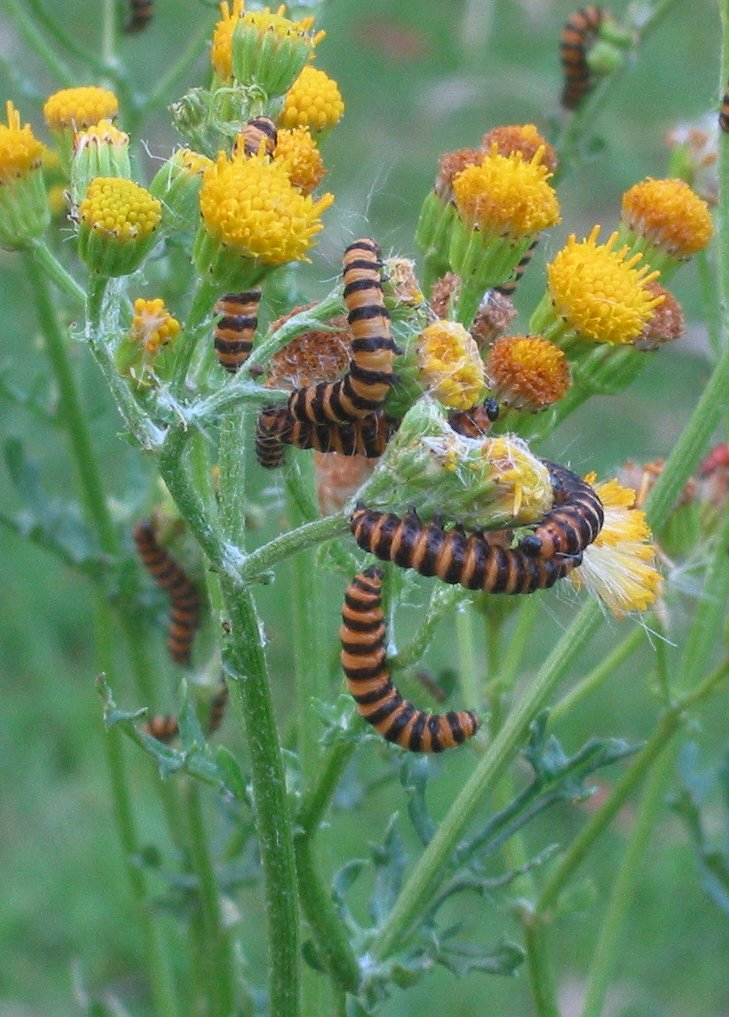
Orugas
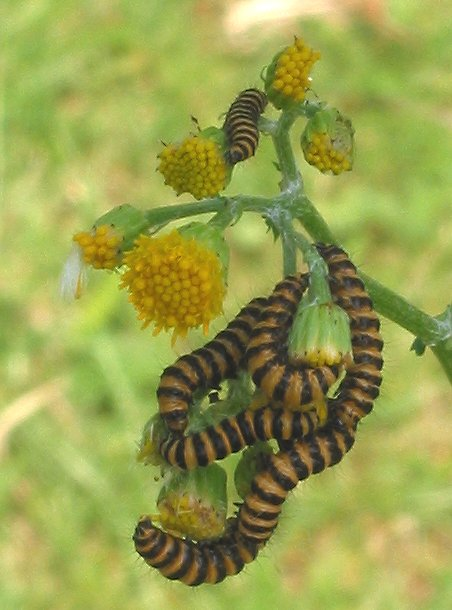
Orugas
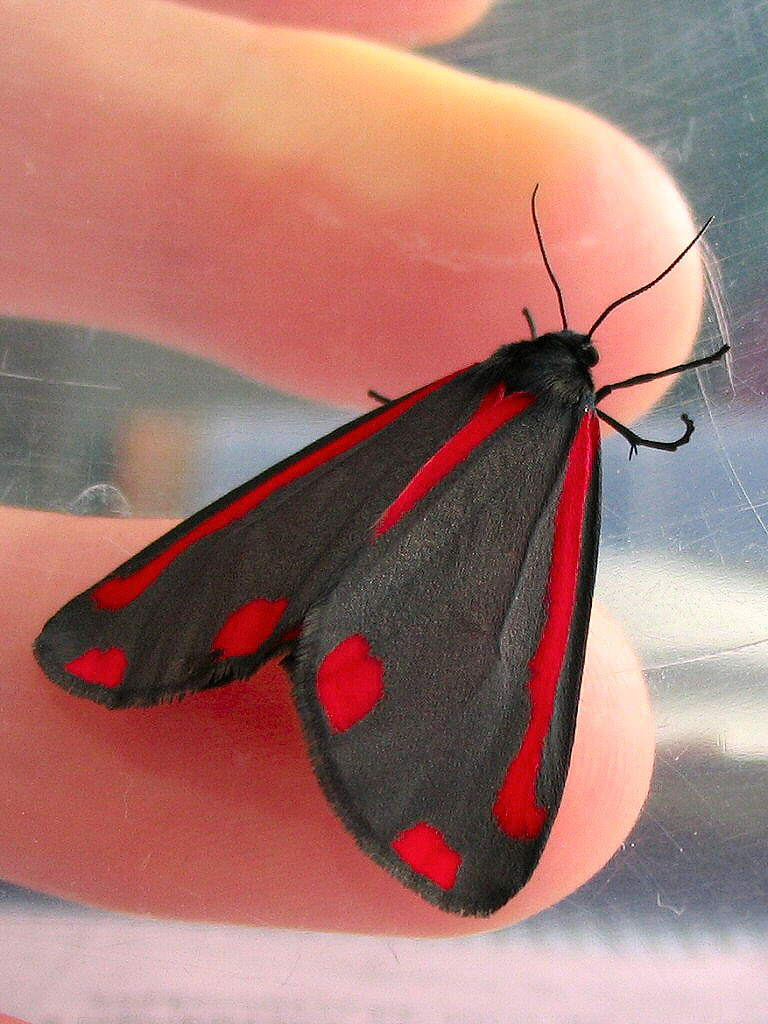
Adulto
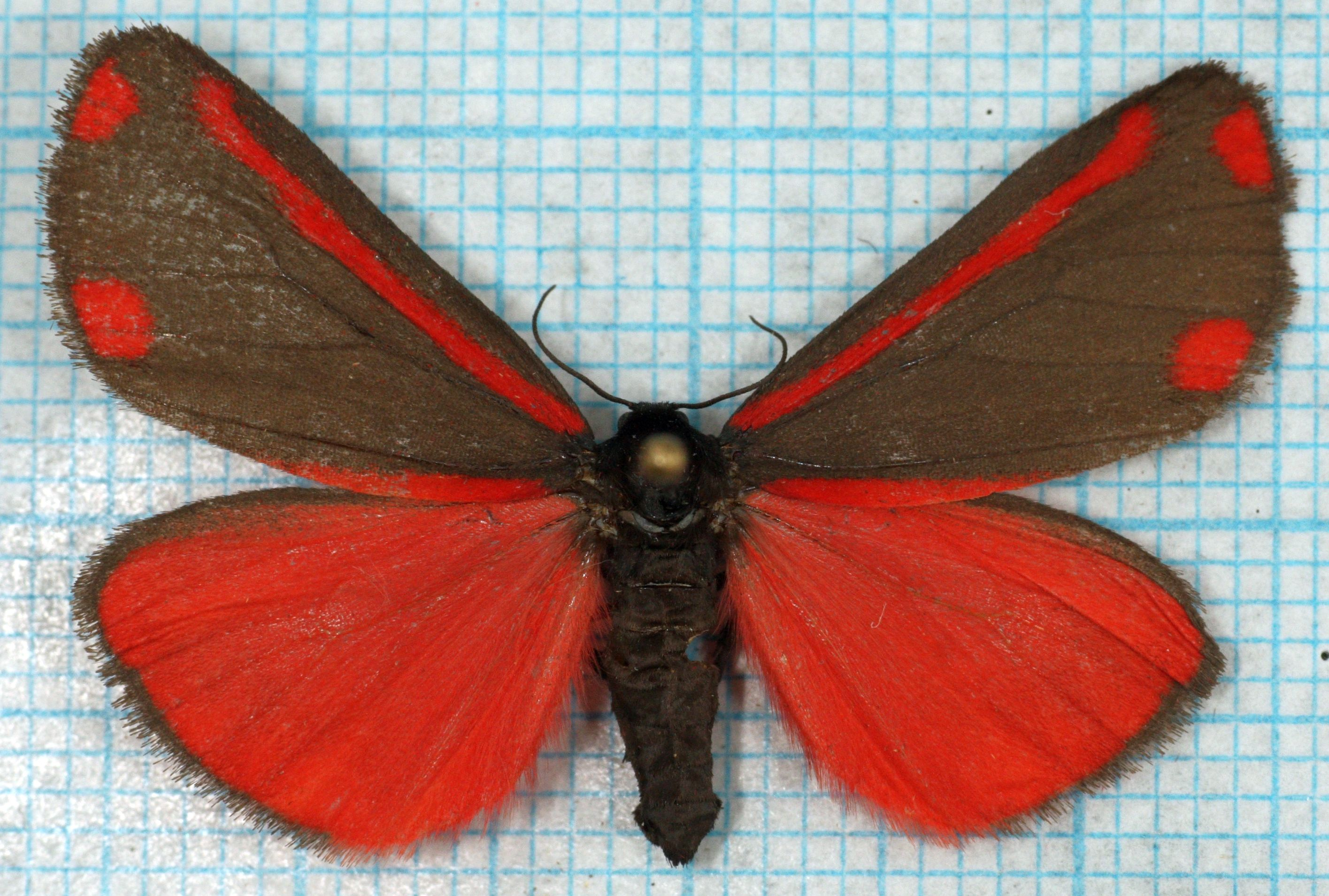
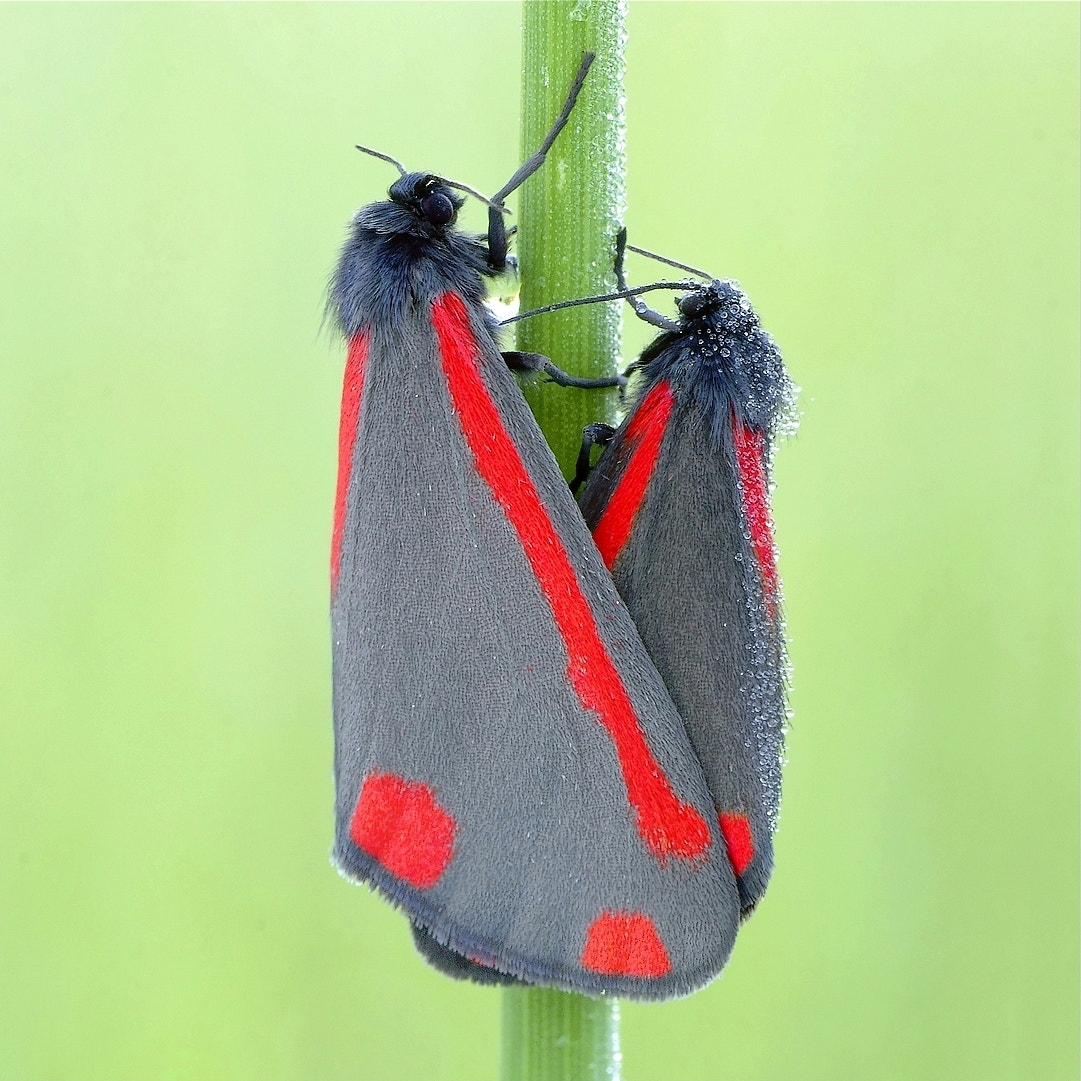
Adultos en reposo